# Classement mondial de snooker 2007-2008
Le classement mondial de snooker 2007-2008 est le classement mondial des 82 joueurs professionnels les mieux classés pour la saison 2007-2008. Les points sont calculés en additionnant les points accumulés lors des deux saisons précédentes (2005-2006 et 2006-2007).
| No. | Nom               | Pays            | Points |
| --- | ----------------- | --------------- | ------ |
| 1   | John Higgins      | Écosse          | 42 250 |
| 2   | Graeme Dott       | Écosse          | 37 775 |
| 3   | Shaun Murphy      | Angleterre      | 37 700 |
| 4   | Ken Doherty       | Irlande         | 35 800 |
| 5   | Ronnie O'Sullivan | Angleterre      | 33 600 |
| 6   | Peter Ebdon       | Angleterre      | 33 550 |
| 7   | Neil Robertson    | Australie       | 33 125 |
| 8   | Stephen Hendry    | Écosse          | 32 475 |
| 9   | Ding Junhui       | Chine           | 30 800 |
| 10  | Stephen Maguire   | Écosse          | 30 550 |
| 11  | Mark Selby        | Angleterre      | 27 400 |
| 12  | Mark J. Williams  | Pays de Galles  | 27 125 |
| 13  | Stephen Lee       | Angleterre      | 25 450 |
| 14  | Allister Carter   | Angleterre      | 25 300 |
| 15  | Steve Davis       | Angleterre      | 24 950 |
| 16  | Ryan Day          | Pays de Galles  | 24 500 |
| 17  | Joe Swail         | Irlande du Nord | 24 350 |
| 18  | Joe Perry         | Angleterre      | 23 925 |
| 19  | Barry Hawkins     | Angleterre      | 23 750 |
| 20  | Matthew Stevens   | Pays de Galles  | 23 550 |
| 21  | Mark King         | Angleterre      | 22 425 |
| 22  | Jamie Cope        | Angleterre      | 22 250 |
| 23  | Stuart Bingham    | Angleterre      | 22 150 |
| 24  | Michael Holt      | Angleterre      | 21 613 |
| 25  | Nigel Bond        | Angleterre      | 20 688 |
| 26  | Anthony Hamilton  | Angleterre      | 20 451 |
| 27  | Marco Fu          | Hong Kong       | 20 425 |
| 28  | Ian McCulloch     | Angleterre      | 19 126 |
| 29  | Mark Allen        | Irlande du Nord | 18 900 |
| 30  | Dave Harold       | Angleterre      | 18 875 |
| 31  | Dominic Dale      | Pays de Galles  | 18 075 |
| 32  | Gerard Greene     | Angleterre      | 17 900 |
| 33  | James Wattana     | Thaïlande       | 17 688 |
| 34  | Michael Judge     | Irlande         | 17 550 |
| 35  | David Gray        | Angleterre      | 17 163 |
| 36  | Ricky Walden      | Irlande         | 16 965 |
| 37  | Fergal O'Brien    | Irlande         | 16 950 |
| 38  | Alan McManus      | Écosse          | 16 525 |
| 39  | John Parrott      | Angleterre      | 16 288 |
| 40  | Adrian Gunnell    | Angleterre      | 15 500 |
| 41  | Andy Hicks        | Angleterre      | 14 976 |
| 42  | Andrew Norman     | Angleterre      | 14 888 |
| 43  | Mark Davis        | Angleterre      | 14 775 |
| 44  | Andrew Higginson  | Angleterre      | 14 725 |
| 45  | Dave Gilbert      | Angleterre      | 14 550 |
| 46  | Jamie Burnett     | Écosse          | 14 500 |
| 47  | Robert Milkins    | Angleterre      | 14 201 |
| 48  | Rory McLeod       | Angleterre      | 14 025 |
| 49  | Rod Lawler        | Angleterre      | 13 650 |
| 50  | Tom Ford          | Angleterre      | 13 475 |
| 51  | Judd Trump        | Angleterre      | 13 450 |
| 52  | Marcus Campbell   | Écosse          | 13 325 |
| 53  | Stuart Pettman    | Angleterre      | 13 288 |
| 54  | Robin Hull        | Finlande        | 13 113 |
| 55  | David Roe         | Angleterre      | 13 113 |
| 56  | Barry Pinches     | Angleterre      | 12 638 |
| 57  | Drew Henry        | Écosse          | 12 500 |
| 58  | Joe Delaney       | Irlande         | 12 400 |
| 59  | Mike Dunn         | Angleterre      | 12 288 |
| 60  | Jimmy White       | Angleterre      | 12 175 |
| 61  | Jimmy Michie      | Angleterre      | 11 988 |
| 62  | Paul Davies       | Pays de Galles  | 11 713 |
| 63  | Scott MacKenzie   | Écosse          | 11 325 |
| 64  | Ian Preece        | Pays de Galles  | 11 050 |
| 65  | Lee Spick         | Angleterre      | 11 050 |
| 66  | Liang Wenbo       | Chine           | 10 900 |
| 67  | Joe Jogia         | Angleterre      | 10 738 |
| 68  | Tony Drago        | Malte           | 10 450 |
| 69  | Tian Pengfei      | Chine           | 10 225 |
| 70  | Matthew Couch     | Angleterre      | 9 975  |
| 71  | David Morris      | Irlande         | 9 600  |
| 72  | Liu Song          | Chine           | 9 525  |
| 73  | Mark Joyce        | Angleterre      | 9 500  |
| 74  | Alfie Burden      | Angleterre      | 9 500  |
| 75  | Ben Woollaston    | Angleterre      | 9 075  |
| 76  | Chris Norbury     | Angleterre      | 8 663  |
| 77  | Sean Storey       | Angleterre      | 8 500  |
| 78  | Shokat Ali        | Pakistan        | 7 426  |
| 79  | Jeff Cundy        | Angleterre      | 6 475  |
| 80  | Paul Wykes        | Angleterre      | 6 250  |
| 81  | James Tatton      | Angleterre      | 3 513  |
| 82  | Hugh Abernethy    | Écosse          | 1 800  |

## Changements importants
Les classements de cette saison ont accueilli un certain nombre de changements notables par rapport aux saisons précédentes :
- Ding Junhui (monté de la 27e à la 9e place), Mark Selby (de la 28e à la 11e) et Ryan Day (de la 17e à la 16e) ont rejoint le top 16 pour la première fois. Graeme Dott, Shaun Murphy, Neil Robertson and Allister Carter ont atteint le meilleur classement de leur carrière.
- Jimmy White est descendu de la 35e place à la 60e, après la saison la moins productive de sa carrière : il a accumulé 5 725 points durant la saison 2006/2007, contre 6450 pour la saison 2005/2006.
- Matthew Stevens, classé 4e en 2005/2006, est descendu de la 14e à la 20e place.
- Barry Hawkins et Anthony Hamilton sont sortis du top 16 — Hawkins descendant de la 12e à la 19e place, Hamilton de la 16e à la 26e place.
- Mark Allen a gagné 33 places, en passant de la 62e à la 29e place. Jamie Cope entre dans le top 32, en gagnant 26 places (48e à 22e).
- Trois joueurs réapparaissent dans le top 32 — Dave Harold (36e à 30e), Dominic Dale (40e à 31e) et Gerard Greene (39e à 32e).
- Cinq joueurs ont quitté le top 32 : James Wattana (25e à 33e), David Gray (23e à 35e), Alan McManus (19e à 38e), Andy Hicks (31e à 41e) et Robert Milkins (32e à 47e).
- Andrew Higginson est monté de 66 places, en passant de la 110e à la 44e. Il s'agit de la plus grande progression de cette saison.
- Judd Trump a gagné 21 places, en passant de la 72e à la 51e.
- Tony Drago est descendu hors du top 64, passant de la 52e à la 68e place.